# 東宮鐵男
东宫铁男（日语：東宮 鉄男，1892年8月17日—1937年11月14日），大日本帝國陆军军人，是移民到满洲的关键人物，被称为「満蒙開拓移民导致者」。以满洲為中心活动時，參與暗殺東北軍閥張作霖的皇姑屯事件。在上海战死时为步兵第102连队大队长，死后日本封陆军大佐。

## 家庭出身
出身群马县士族村长东宫吉圣家庭。就读前桥中学校和陆军士官学校(27期)。大正4年（1915年）2月25日毕业，同年12月25日被任命为陆军步兵少尉，入近卫步兵第三连队。

## 经历
大正8年（1919年）4月晋升中尉，翌年6月入歩兵第50連隊参加西伯利亚干预事件（干预苏俄革命）。感受了苏联哥薩克骑兵与武装农民，开始摸索对策。
大正12年（1923年）1月到广东自费留学，学汉语。大正14年8月晋封大尉，次年3月被任命近卫步兵第三连队中队长。12月任独立守备队第2大队中队长，驻扎奉天。
1928年（昭和3年）6月4日根据关东军高级参谋河本大作大佐的计划导演了皇姑屯事件，并亲自按下爆破开关。事后受昭和天皇和田中义一首相批评辞职。
其认为满洲是日本的生命线，1931年12月赴满洲，1932年4月在关东军司令部任职，任满洲国军政部顾问，满洲国军吉林省警备军军事教官。推进日本人移民满洲计划。组建武装移民团。
昭和8年（1933年）8月晋升少佐，1937年8月入步兵第二连队，10月任步兵102连队大队长，11月授衔中佐。11月14日于上海战死，追封大佐。1939年，日本推出《东宫铁男传》。